# Лет Z-37 Чмелак
Лет Z-37 Чмелак/ Let Z-37 Čmelak  је чехословачки једномоторни, једноседи, нискокрилни авион са затвореном кабином. Лет Z-37 Чмелак (српски:"Бумбар ") је вишенаменски авион којег је фирма ЛЕТ пројектовала почетком 1960-их година као пољопривредни авион.

## Пројектовање и развој
На захтев Савета за узајамну економску помоћ (СЕВ-а), почетком 1960-тих година чехословачке ваздухопловне фирме Мораван (Злин) и Лет су почеле заједнички рад на пројекту пољопривредног авиона Z-37. То је био авион металне конструкције са делимичном оплатом од импрегнираног платна, класичним фиксним стајним трапом, радијалним мотором снаге 235 kW и СТОЛ карактеристикама. Прототип овог авиона је полетео 26. јуна 1963. године а производња и увођење овог авиона је почела 1965. године.

### Технички опис
Труп авиона је решеткаста конструкција направљена од аутогено заварених челичних танкозидих цеви високе чврстоће. Предњи део трупа је обложен дуралуминијумским лимом, док је репни део трупа делимично обложен импрегнираном тканином. Одмах иза мотора у трупу авиона је смештена затворена пилотска кабина а иза пилота се налази резервоар за хемикалије, вештачко ђубриво или вода за гашење пожара. Авион има унутрашње резервоаре за гориво запремине 150 литара.
Погонска група у серијски произведеним авионима може бити један од мотора: Avia M-462 RF или Walter M-601Z. Мотор Avia M-462 RF је радијални ваздухом хлађени мотор са 9 цилиндара снаге 235 kW на чијем вратилу је двокрака метална елиса. Walter M-601Z је турбоелисни мотор максималне снаге 544 kW а контунуалне 490 kW. На вратилу турбине је причвршћена трокрака метална елиса.
Крила су металне конструкције, конзолна и самоносећа са две рамењаче од дуралуминијума, трапезастог облика са одсеченим крајевима, обложена дуралуминијумским лимом. Облик им је трапезоидан, оса крила је нормална на осу трупа авиона а нападна и излазна ивица је закошена од трупа ка крајевима крила. Крила су конструктивно изведена као код авиона Физелер Fi 156 Рода са предкрилцима, закрилцима и еленорима тако да је авион имао СТОЛ карактеристике што је неопходно за пољопривредне и противпожарне авионе. За предњу рамењачу су причвршћене предње ноге стајног трапа и предкрилца а за другу покретни делови крила закрилца и еленори.
Стајни трап авиона је је био класичне диспозиције (две предње ноге испод крила и један репни точак). Предње ноге се налазе испод крила и везане су за предњу рамењачу. стајни трап је фиксан и није се увлачио у труп авиона за време лета. На предњим ногама стајног трапа су уграђени уљно пнеуматски амортизери, точкови са хидрауличним кочницама и ниско притисним (балон) гумама. Трећи точак који се налази испод репа авиона имао је опружну амортизацију, био је самоуправљив и није се увлачио у труп авиона током лета.

### Варијанте
- ХZ-37 - прототип (1963. година)
- Z-37A - серијска производња (од 1965. године)
- Z-37A-2 Sparka - школски авион двосед
- ХZ-37Т - прототип авиона са турбо-елисним погоном, мотор Walter M601B снаге 515 kW / 691 KS (1976).
- Z-37T Agro Turbo - серијска производња авиона ХZ-37Т са мотором Walter M601Z и повећан размах крила на 13,63 m (1983).
- Z-37T-2 -  авиони са турбоелисним мотором, двосед, повећан размах крила на 13,63 m (1981).
- Z-137T -  развојна верзија авиона са турбоелисним мотором, повећан размах крила на 13,63 m (1981).

## Оперативно коришћење
Производња авиона Лет Z-37А Чмелак је почела 1965. године и до краја 1970-тих година произведено је 631 примерак. Ови авиони су продати следећим земљама: Аустрија, Бугарска, ДДР (Источна Немачка), Чешка, Словачка, Финска, Велика Британија, Индија, Ирак, Југославија, Пољска, Мађарска и Монголија

### Авион Лет Z-37 Чмелак у Југославији
У Југословенском регистру цивилних авиона укупно је регистровано 20 авиона типа Лет Z-37A Чмелак. Првих 10 авиона овог типа је купљено 1967. године а остали у периоду од 1968 до 1972. године. Пољопривредна авијација из Вршца је имала 17 ових авиона а Пољопривредна авијација из Скопља три авиона Z-37A. Сви ови авиони су коришћени као пољопривредни за запрашивање и ђубрење пољопривредног земљишта, а коришћени су до средине 80-тих година двадесетог века.

## Сачувани примерак
У депоу Музеја ваздухопловства који се налази на аеродрому "Никола Тесла" у Београду налази се један примерак авиона ZLIN (LET) Z-37A регистарског броја YU-BGL.